# Охотничья вышка
Охотничья вышка — сооружение для охоты из засады. Обычно на опушках леса сооружают специальные прикормочные площадки, либо распахивают и засевают зерновыми культурами поля, около которых строят вышку. Вышки применяются, как правило, для охоты на копытных. Следует отличать от наблюдательной вышки, применяемой для мониторинга диких животных на охраняемых природных территориях. 

## Устройство
Стандартная охотничья вышка представляет собой лабаз со стенами и крышей. Крыша - обязательный элемент конструкции, а стены могут быть минимизированы в зависимости от климатических условий. Угловые опоры традиционно устанавливаются в количестве четырех штук. Пологая лестница, как правило, устанавливается с боковой стороны.

## Виды вышек
Существует множество вариаций данного сооружения. Охотничья вышка может быть стационарная или переносная. Стационарные вышки оборудуются силами охотхозяйств и представляют собой крепкие деревянные сооружения, в которых можно не только долгое время ожидать прихода зверя, но заночевать при необходимости, переждать ненастье. В странах Европы популярностью пользуются передвижные вышки. Переносная охотничья площадка Tree Stand (тристенд) или дословно - древостой, обозначает охотничью площадку с сидушкой, а чаще без нее, устанавливаемую на дереве. На тристенде охотник, как правило, стоя или сидя ждет трофей, стреляет или ведет скрытое наблюдение. Изначально тристенд был сконструирован и использован любителями для охоты с луком. Большая площадка тристенда позволяет на охоте с луком стоя растянуть лук и стрелять практически под собой, так как она обеспечивает максимально возможную для лучника зону обстрела. Отдельным типом вышки является засидка, или скрадок. Простейший вариант - прибитые к двум деревьям жердочки-ступеньки, а сверху - сиденье для охотника.

## Законодательный статус
При соблюдении действующих правил охоты, применение вышек в Российской Федерации не противоречит законодательству. В Беларуси данный способ также является разрешённым.

## Общественное мнение
В то же время, активистами ведется кампания по уничтожению охотничьих вышек. В интернете распространяются инструкции о том, как правильно обнаруживать и уничтожать эти сооружения.